# Пожаревачки хиподром
Пожаревачки хиподром је један од најстаријих спортских објеката у Србији и један од симбола града Пожаревца. Његова изградња је започета 1892. године, а прве трке на њему су одржане већ наредне године. На програму су биле Земљорадничка трка, Варошка трка, Подофицирска трка и Победна земљорадничка трка. Учествовало је 60 грла власника из Пожаревца, Великог Градишта, Касидола, Шапина и Великог Црнића. Трибине тадашњег хиподрома биле су мале и монтажне до изградње данашњих бетонских. Изградњом трибина близу галопске стазе, посетиоци хиподрома у Пожаревцу су могли ближе да посматрају спортска такмичења, а самим тим је и узбуђење било веће. 
Налази се на удаљености од око 3 km од центра града, у улици Илије Гојковића, и простире се на површини од око 50 ha, погодан је за организовање свих врста коњичких такмичења. Спортски део чине две тркачке стазе: галопска (травната стаза) дуга 1550 m и касачка стаза (са шљакастом подлогом) дуга 1400 m са скакалиштем за препонске утакмице. Обе тркачке стазе и скакалиште су „А” категорије. Спортски део хиподрома садржи и бетонске трибине које примају до 10.000 гледалаца. Овде се налази и ресторан.
Коњичко друштво „Кнез Михаило” редовно организује школицу јахања за децу до седам година, као и школу јахања за заинтересоване старије од седам година. Године 1964. су одржане прве Љубичевске коњичке игре, међународна спортско—туристичка манифестација. Свечаност отварања је одржана на Тргу Радомира Вујовића у присуству око 15000 грађана и гостију, док је такмичење на хиподрому пратило око 50.000 гостију. Игре је отворио Милорад Арсић, председник Организационог одбора, који је позвао војводу од Љубичева, Миливоја Живановића, драмског уметника из Пожаревца, да изврши смотру коњаника, учесника такмичења. Први витез Љубичевских коњичких игара је био Мирослав Буковчић из Уба који је као награду добио статуету коња. Касније, након пет година, најбољи вишебојци су почели бивати награђивани плаштом и сабљом. Најстарија пратећа манифестација, у то време, била је „Љубичевска ноћ” која се одржавала у ресторану „Лагуна” у Љубичеву.